# Мякинины
Мякинины — русский дворянский род.
При подаче документов (26 марта 1686) для внесения рода в Бархатную книгу, была предоставлена родословная роспись Мякининых.
Род Мякининых внесён в VI часть дворянской родословной книги Новгородской губернии.

## Происхождение и история рода
Происходит, по сказанию старинных родословцев, от мужа честен, воеводы и комиссара браславского Юрия Мекиненского, выехавшего из Литвы (около 1399) к великому князю тверскому Ивану Михайловичу.
Фёдор Мякинин воевода в Курмыше (1584), Михайло Мякинин — воевода в Царицыне (1606). Бахтеяр Мякинин был в конце XVII века послом в Грузию и Имеретию.

## Описание герба
Щит разделён горизонтально на две части, из коих в верхней части, в голубом поле, изображена шестиугольная золотая звезда и две серебряные шпаги, крестообразно остриями вниз обращённые. В нижней части, в красном поле, по бокам щита видны две выходящие из облака Руки, держащие с правой стороны Меч, а с левой Стрелу и посередине золотой хлебный Сноп.
Щит увенчан дворянскими шлемом и короной. Нашлемник: три страусовых пера. Намёт на щите голубой и красный, подложенный золотом и серебром. Герб рода Мякининых внесён в Часть 4 Общего гербовника дворянских родов Всероссийской империи, стр. 29.

## Известные представители
- Мякинин Дмитрий Плакидин — стольник патриарха Филарета (1627-1629), московский дворянин (1636).
- Мякинин Фёдор Михайлович — воевода в Красноярске (1635), московский дворянин (1629-1640) (ум. 1649).
- Мякинин Зот Иванович — московский дворянин (1640).
- Мякинин Бахтеяр Фёдорович — стряпчий (1658), стольник (1658-1676).
- Мякинин Константин Антонович — стряпчий (1683), стольник (1686-1692).
- Мякинин Иван Иванович — стольник царицы Евдокии Фёдоровны (1692).
- Мякинины: Иван Никифорович, Иван Семёнович, Иван Фёдорович — московские дворяне (1658-1692)[3][4].
- Мякинин, Пётр Гавриилович (1834—1910) — судебный деятель, сенатор, коллекционер.
- Мякинин, Александр Петрович (1868—1936) — судебный деятель, Подольский губернатор в 1915—1917 гг.
- Мякинин, Николай Диомидович (1787—1814) — российский командир эпохи наполеоновских войн, генерал-майор.